# Khris Davis
Pour les articles homonymes, voir Davis.
Ne pas confondre avec l'autre joueur de baseball Chris Davis.
Khristopher Adrian Davis (né le 21 décembre 1987 à Lakewood, Californie, États-Unis) est un voltigeur des Athletics d'Oakland de la Ligue majeure de baseball.

## Carrière

### Brewers de Milwaukee
Khris Davis est d'abord repêché en 29e ronde par les Nationals de Washington en 2006 mais il ne signe pas avec le club et choisit plutôt de se joindre à l'Université d'État de Californie à Fullerton. En 2009, il est repêché en 7e ronde et mis sous contrat par les Brewers de Milwaukee. Il fait ses débuts dans le baseball majeur avec les Brewers le 1er avril 2013.
Davis fait ses débuts dans le baseball majeur avec Milwaukee le 1er avril 2013. Avant de reprendre le chemin des mineures, il passe un mois avec l'équipe durant lequel il ne réussit que 3 coups sûrs. Son premier dans les majeures est frappé le 6 avril, un double aux dépens d'un lanceur des Diamondbacks de l'Arizona, Patrick Corbin. 
Davis est de retour avec les Brewers en juillet 2013 après son rappel des Nashville Sounds, le club-école de la franchise, pour remplacer Ryan Braun, suspendu par la ligue. Davis s'impose alors en démontrant la puissance au bâton qui a été sa marque de commerce à tous les niveaux des ligues mineures : il frappant pour les Brewers 11 coups de circuit en 40 matchs. Son premier dans les majeures est réussi à sa deuxième partie jouée après son retour, contre le lanceur Colt Hynes des Padres de San Diego. En 56 matchs pour Milwaukee en 2013, Davis compte 11 circuits, 27 points produits, 10 doubles, une moyenne au bâton de ,279 et une moyenne de puissance de ,596.
Khris Davis est l'un des candidats au poste de voltigeur de gauche des Brewers durant le camp d'entraînement de 2014, alors que Ryan Braun, qui occupait depuis plusieurs années la position, passe au champ droit. Avec 22 circuits, Davis est le deuxième meilleur des Brewers en 2014, derrière les 23 longues balles de Carlos Gómez et deuxième du club avec 37 doubles. Il produit 69 points et frappe dans une moyenne au bâton de ,244 en 144 matchs joués.
Limité à 121 parties à la suite d'une opération au genou qui le met sur le carreau de la fin mai au début juillet, Davis mène les Brewers avec 27 circuits en 2015. Il quitte Milwaukee après 60 circuits et 162 points produits cumulés en 3 saisons.

### Athletics d'Oakland
Le 12 février 2016, les Brewers de Milwaukee échangent Khris Davis aux Athletics d'Oakland contre deux joueurs des ligues mineures : le lanceur droitier Bubba Derby et le receveur Jacob Nottingham.
Davis termine 3e des Ligues majeures avec 42 circuits en 2016 pour Oakland.